# 마산합포구
마산합포구(馬山合浦區)는 대한민국 경상남도 창원시 남서쪽에 있는 구이다. 창원시 5개의 구 중 가장 면적이 넓으며, 동쪽으로는 성산구와 진해구, 북쪽으로는 함안군과 마산회원구, 서쪽으로는 고성군, 진주시와 접한다. 청사는 창원시 통합 전 마산시청이다.

## 역사

### 1989년 이전
| Daedongyeojido (Gyujanggak) 18-02.jpg |
| Daedongyeojido (Gyujanggak) 19-02.jpg |

- 고려시대: 진해현(鎭海縣)이 설치되었다.
- 1018년: 진주목(晉州牧)의 속현으로 병합되었다.
- 1390년: 감무를 파견함으로써 독립했다.
- 조선 태종: 현감을 두었다.
- 1570년: 함안군에 합쳤다.
- 1617년: 다시 진해현이 설치되었다.
- 1627년: 창원대도호부에 합쳤다.
- 1629년: 함안군에 합쳤다.
- 1639년: 다시 진해현이 설치되었다.
- 1895년: 진주부 진해군으로 개편되었다.[3]
- 1896년: 경상남도 진해군으로 개편되었다.[4]
- 1908년: 진해군이 웅천군(현 창원시 진해구)과 함께 창원부에 통합되었다.[5]

고려시대였던 1282년에 '회원현'(檜原縣)이라는 이름으로 처음 '회원'이 지명으로 사용되었는데, 회원현은 합포라는 이름으로도 알려졌다. 1378년에 지금의 구암동 일대에 합포성이 축조되었다. 이후 조선 태종 때인 1408년에 창원부 서면으로 편입되었고, 1910년 10월 1일 창원부가 마산부로 개칭되었으며, 1949년 8월 15일에 마산시가 설치되었다.

### 마산시 합포구
1989년에 마산시 합포출장소로 설치되었다가 마산시 인구가 50만명을 넘으면서 1990년 7월 1일 구제(區制)가 실시되어 '합포구'(合浦區)가 신설되었다. 1995년 1월 1일에 창원군이 해체되어 각각 마산시, 창원시와 통합하면서 창원군의 구산면, 진동면, 진전면, 진북면이 합포구에 편입되었다. 그러나, 1990년대초 인근의 계획도시인 창원시로 인구 유출이 가속화되어 1995년 도농통합 직전에는 마산시 인구가 35만명까지 줄었고, 1997년 창원시가 인구 50만명을 넘은 후에도 구제를 실시하지 않자 인구 40만명의 마산시에 구제를 유지하는 것은 비효율적이라는 지적이 잇따라 2000년에 구가 폐지되었다.

### 창원시 마산합포구
2010년 창원시, 진해구와 통합하면서 같은 해 2월 17일 통합시 명칭을 창원시로 확정하고 국회의원 선거구를 따라 5개 구(區)를 설치하기로 하였고, 같은 해 4월 17일부터 4월 21일까지 실시된 구 명칭 공모에서 당시 마산시 갑선거구에 해당하던 이 지역은 과거에 사용했던 '합포'를 가장 선호하는 것으로 나타났다. 그러나, 마산시에 2개 구가 설치되면서 '마산'이라는 지명이 행정구역에서 사라진다는 정서적 위화감 때문에 2010년 5월 6일 통합준비위원회 제13차 회의에서 '마산'이 포함된 '마산합포구'라는 구이름이 최종 결정되었다. 2010년 7월 1일 마산시·창원시·진해시가 통합하면서 창원시 마산합포구(馬山合浦區)로 신설되었으며, 이날 마산합포구청(구 마산시청)에서 개청식이 있었다.
2020년 1월 1일
노산동이 교방동에 편입되었다.

## 행정
통합창원시가 출범함에 따라 이곳에 있던 마산시청이 업무를 종료하는 바람에 인근에 있는 오동동 통술거리가 전반적으로 침체되는 등 이 지역이 통합 과정에서 소외받고 있는다는 지적이 일었다. 이에 따라 창원시는 시의 균형발전이 급선무라는 입장을 밝히고, 마산권에 있는 국가기관들이 통폐합하여 창원권으로 이전하는 것을 자제하라고 요청하였다. 또한, 창원시는 이 지역에 있는 마산어시장을 인근 상업지역인 창동, 오동동과 연계하는 등 이 지역을 활성화시킬 여러 방안을 내놓고 있다.

## 행정 구역
마산합포구의 행정 구역은 10 행정동 4면으로 구성되어 있다. 마산합포구의 면적은 240.2km2이며, 인구는 2024년 7월 1일을 기준으로 86,429세대, 178,211명이다.
| 행정동     | 한자       | 면적   | 세대   | 인구    | 행정 구역 |
| ---------- | ---------- | ------ | ------ | ------- | --------- |
| 구산면     | 龜山面     | 43.64  | 2,299  | 3,923   |           |
| 진동면     | 鎭東面     | 32.30  | 5,479  | 11,551  |           |
| 진북면     | 鎭北面     | 46.57  | 1,810  | 43,190  |           |
| 진전면     | 鎭田面     | 78.58  | 2,165  | 3,630   |           |
| 현동       | 顯洞       | 19.51  | 5,700  | 13,605  |           |
| 가포동     | 架浦洞     | 5.26   | 2,603  | 4,892   |           |
| 월영동     | 月影洞     | 2.62   | 17,048 | 40,977  |           |
| 문화동     | 文化洞     | 1.71   | 6,055  | 10,762  |           |
| 반월중앙동 | 半月中央洞 | 1.03   | 6,225  | 13,247  |           |
| 완월동     | 琓月洞     | 2.73   | 3,983  | 8,354   |           |
| 자산동     | 玆山洞     | 1.16   | 3,563  | 6,555   |           |
| 교방동     | 校坊洞     | 2.73   | 8,577  | 18,963  |           |
| 오동동     | 午東洞     | 1.86   | 12,218 | 22,612  |           |
| 합포동     | 合浦洞     | 0.66   | 3,741  | 8,321   |           |
| 산호동     | 山湖洞     | 0.76   | 6,101  | 11,414  |           |
| 마산합포구 | 馬山合浦區 | 240.23 | 86,429 | 178,211 |           |

## 인구 추이
창원시 마산합포구(에 해당하는 영역)의 연도별 인구 추이
| 연도   | 총인구    |  |
| ------ | --------- |  |
| 2010년 | 187,893명 |  |
| 2015년 | 181,670명 |  |
| 2020년 | 177,758명 |  |
| 2025년 |           |  |

## 문화·관광
- 마산가고파국화축제
- 마산문학관 - 2005년에 근대 마산문학의 흐름을 조망하고, 소중한 문학전통과 자산을 알리는 것을 목표로 건립되었다.[16]
- 마산어시장 - 마산합포구 동서동(동성동, 남성동, 신포동2가) 일원에 위치한 수산물 시장이다. 연면적 190.000m2 (57,400평)정도의 규모이며, 2,020여개 (고정 1,320, 노점 700)의 점포가 위치한 마산어시장은 1일 평균 30,000~50,000여명이 이용하는 것으로 추산된다. 인근에 대우백화점 마산본점이 위치하고 있다.
- 저도연륙교 - 마산합포구 구산면 구복리와 저도를 잇는 연륙교로 콰이강의 다리라는 별명이 있다.
- 창동예술촌 & 상상길 - 창동예술촌은 마산시의 옛 도심인 창동에 위치한 예술 골목으로 창동예술촌 초입에 상상길이라는 한국을 사랑하는 23000 여명의 이름이 적힌 블럭이 있는 거리가 있다.
- 창원시립마산박물관 - 전시실은 상설전시실과 기획전시실, 야외전시장으로 구성되어 있으며, 상설전시실은 각종 지역 출토유물과 사진자료, 설명문이 전시되고 있다.[17] 마당에 최치원선생의 학문세계를 높이기 위하여 우리 고장 마산과 월영대를 노래한 고려. 조선시대 대학자 13인의 시를 선택하여 새긴 13인의 시비가 세워져 있다.
- 창원시립문신미술관 - 마산합포구 추산동에 위치한 미술관이다. 총 면적은 2,300여평(7,500여m2)으로 마산 출신의 조각가 문신의 조각 작품을 전시하고 있으며, 그 조각 작품은 스테인리스, 청동 등의 다양한 소재로 사용되었다. 1994년에 개관하여 2003년에 당시 관장이자 문신의 미망인이었던 최성숙 여사에 의해 마산시에 기증되었다. 제1전시관, 제2전시관, 야외조각전시장, 문신원형미술관으로 구성되어 있으며 조각, 석고원형, 유화, 채화, 드로잉, 유품, 공구 등 총 3,900여점의 작품 및 자료를 소장하고 있다.[18]
- 해양드라마세트장 - 2010년 4월 조성된 해양드라마세트장으로 <김수로>, <징비록>, <육룡이 나르샤> 등의 드라마가 촬영되었다.
- 경남 마산로봇랜드 - 2019년 9월 7일 개장한 마산합포구 구산면에 있는 로봇랜드는 세계 최초 로봇테마파크를 비롯하여 로봇관련 시설이 상용화된 로봇융복복합문화공간이다. 11개의 로봇전시체험시설과 22개의 어트랙션으로 구성된 테마파크는 특별한 체험거리로 로봇랜드의 신세계를 체험해볼 수 있다.

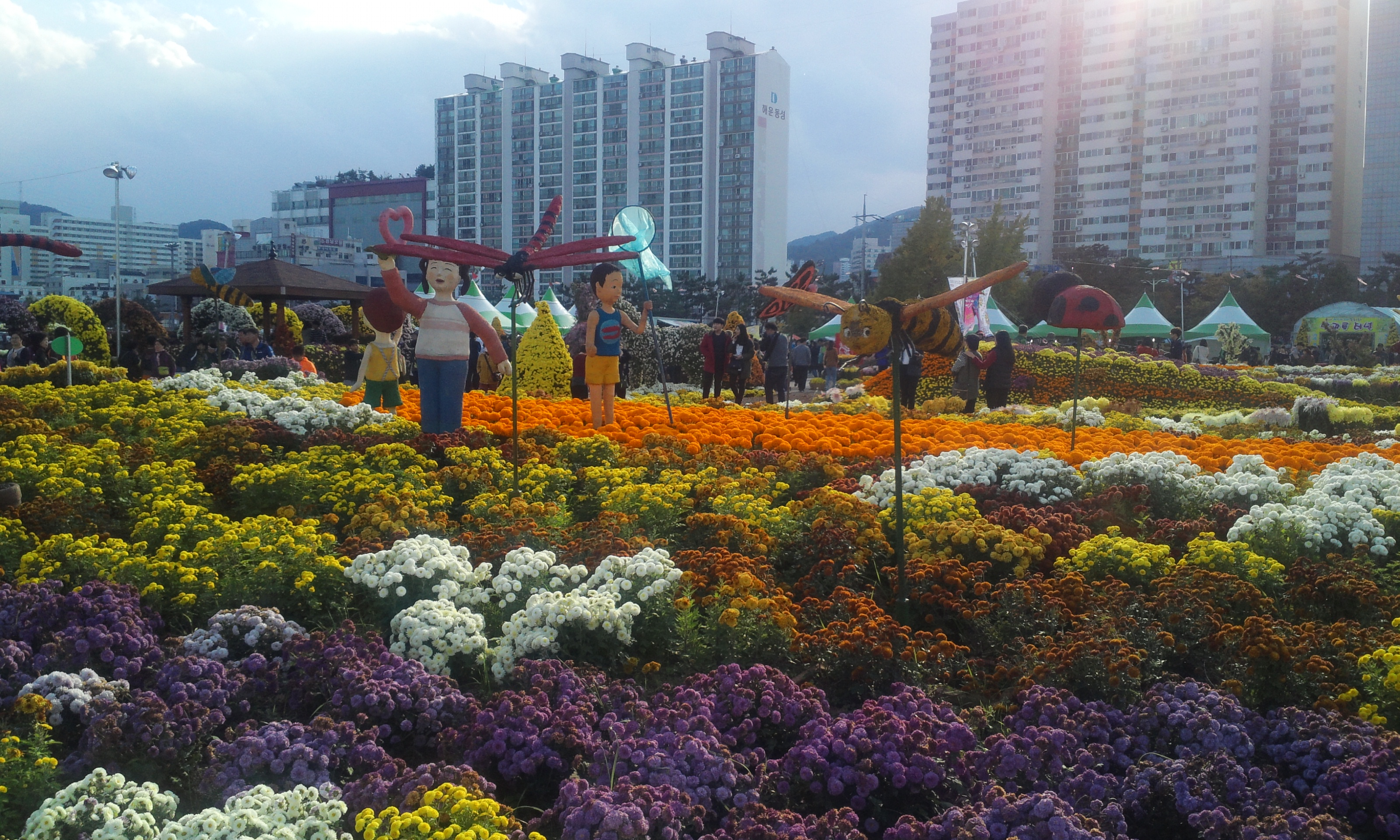
마산가고파국화축제
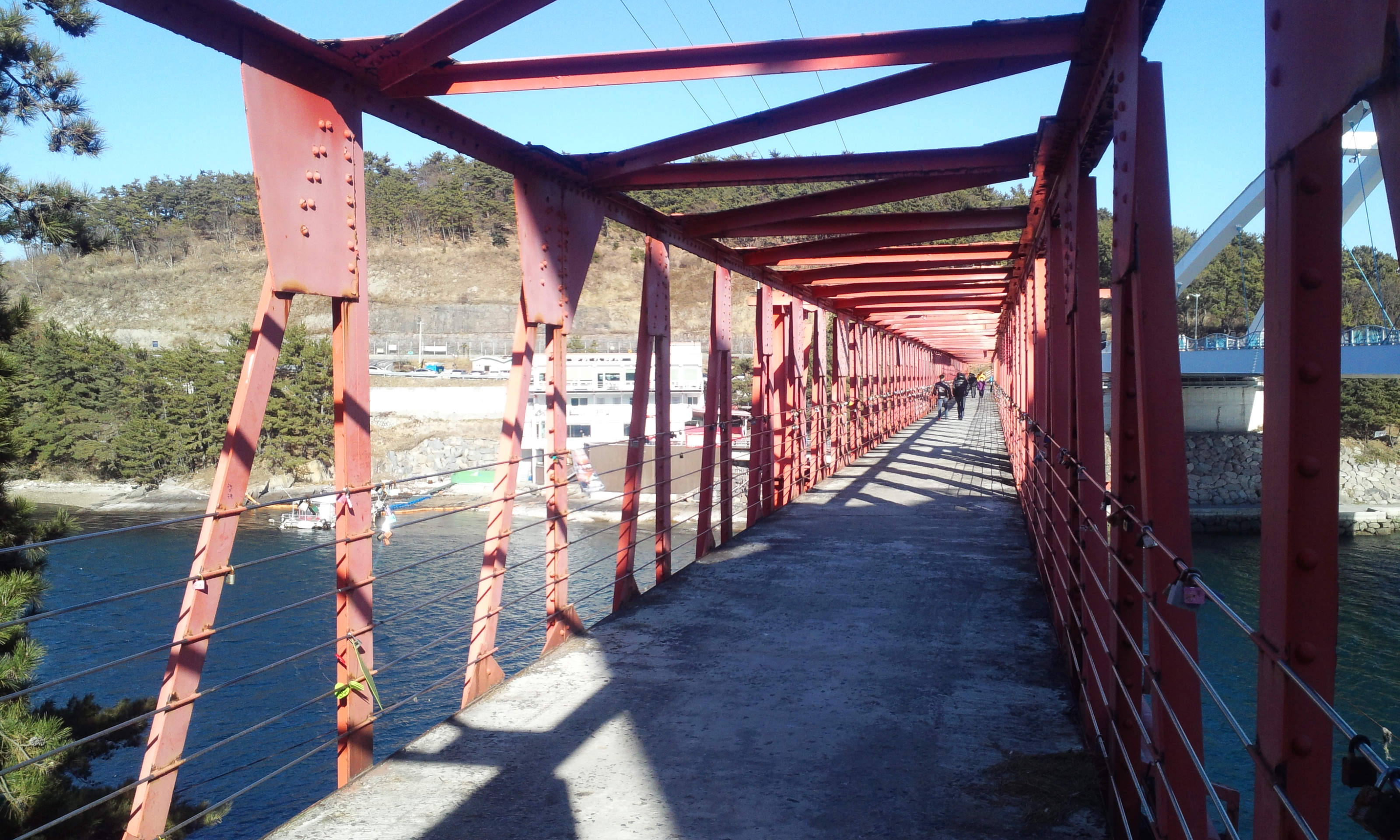
저도연륙교
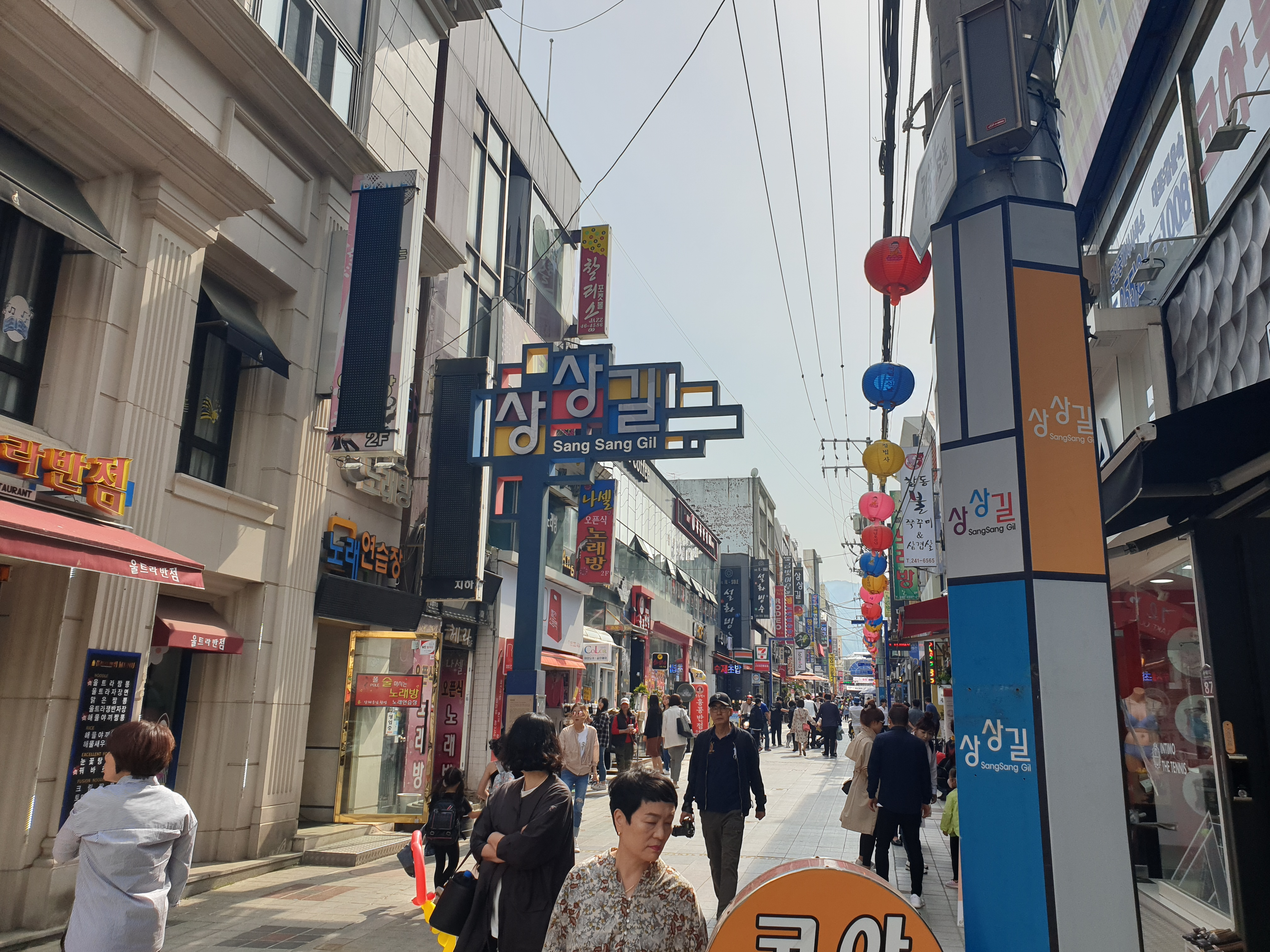
상상길
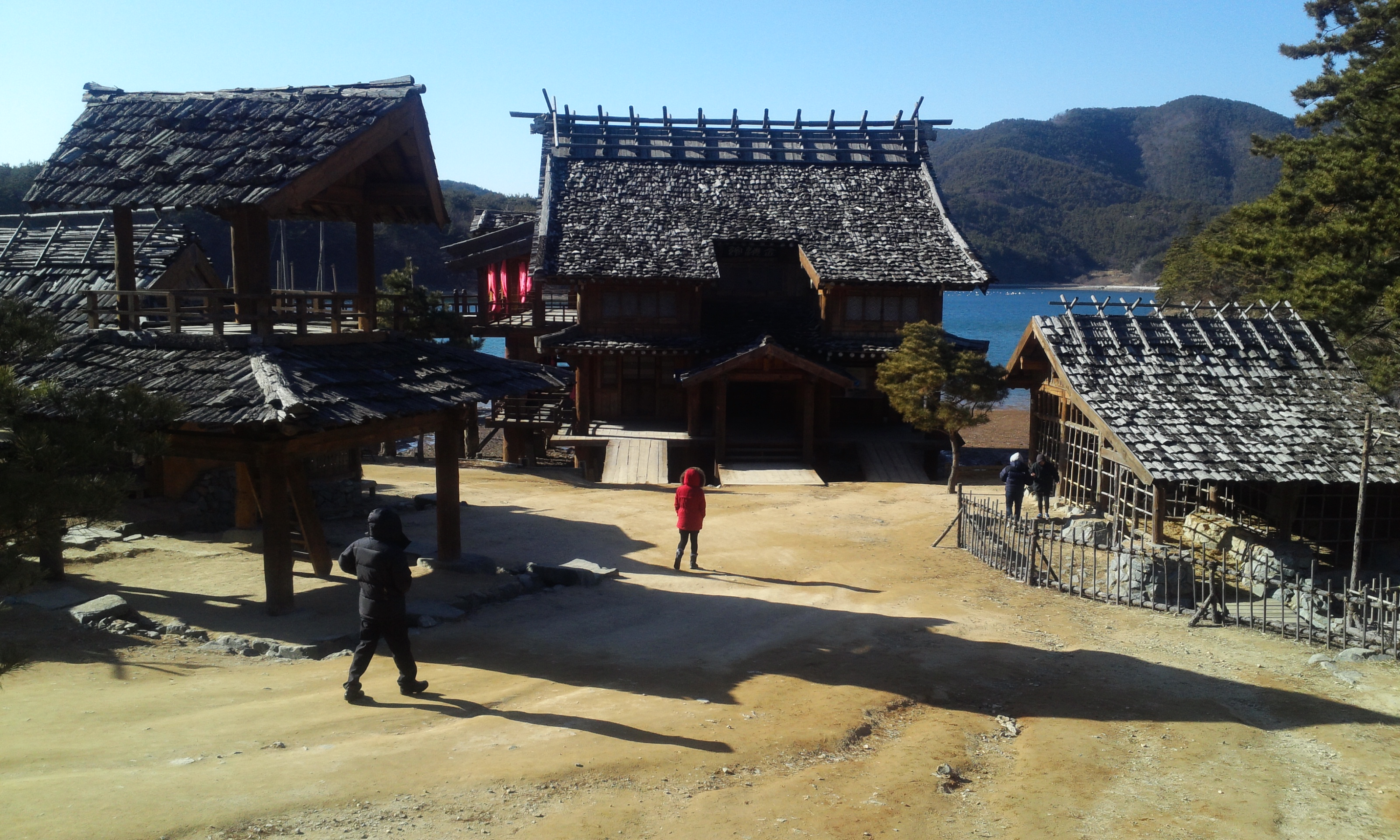
해양드라마세트장

## 교통
- 마산남부시외버스터미널
- 마산역
- 마산항

## 교육
- 대학교
  - 경남대학교 (4년제 사립 대학)
- 고등학교
  - 경남전자고등학교
  - 마산가포고등학교
  - 마산고등학교
  - 마산삼진고등학교
  - 마산여자고등학교
  - 마산용마고등학교
  - 마산제일여자고등학교
  - 마산중앙고등학교
  - 성지여자고등학교
  - 태봉고등학교
  - 합포고등학교
- 중학교
  - 구남중학교
  - 구산중학교
  - 마산삼진중학교
  - 마산서중학교
  - 마산의신여자중학교
  - 마산제일여자중학교
  - 마산중학교
  - 성지여자중학교
  - 진전중학교
  - 합포중학교
  - 해운중학교
- 초등학교
  - 가포초등학교
  - 교방초등학교
  - 구산초등학교
    - 구서분교

  - 마산신월초등학교
  - 무학초등학교
  - 반동초등학교
  - 산호초등학교
  - 상남초등학교
  - 성호초등학교
  - 우산초등학교
  - 월성초등학교
  - 월영초등학교
  - 월포초등학교
  - 진동초등학교
  - 진전초등학교
  - 완월초등학교
  - 용마초등학교
  - 하북초등학교
  - 합포초등학교
  - 해운초등학교
  - 현동초등학교

## 같이 보기
- 창원시
- 마산시